# Joaquim Leite Ribeiro de Almeida
Joaquim Leite Ribeiro de Almeida, primeiro barão de Ribeiro de Almeida (São João Del Rei-MG, 21 de Maio de 1824, — Barra Mansa-RJ, 02 de outubro de 1898), foi um médico e nobre brasileiro, que, por um decreto imperial de 23 de dezembro de 1887, foi agraciado com o título de barão de Ribeiro de Almeida.
Em reconhecimento aos grandes serviços prestados à cidade de Barra Mansa-RJ (construção do trecho ferroviário Barra Mansa-Pinheiral, inauguração da Biblioteca Municipal, do Parque Centenário, além do encanamento de água e de melhorias no centro urbano), a mais importante avenida da cidade, Avenida Joaquim Leite, foi assim batizada em sua homenagem.